# Déagol
Déagol es un personaje ficticio del legendarium del escritor J. R. R. Tolkien, que aparece en su novela El Señor de los Anillos. Es un hobbit de la rama de los Fuertes, primo de Sméagol, que encontró el Anillo Único mientras pescaba en el río Grande.

## Historia
Parte del pueblo de Déagol volvió sobre sus pasos desde las Tierras Brunas, asentándose de nuevo en Rhovanion a orillas del río Anduin, entre La Carroca y los Campos Gladios. 
En el año 2463 T. E., Déagol y Sméagol fueron juntos a pescar. Un pez muy grande picó en el anzuelo de Déagol y le tiró de la barca. Fue entonces cuando Déagol vio algo brillante en el fondo del río y lo cogió. Al salir descubrió que era un anillo de oro y, tentado por su belleza, Sméagol se lo pidió a Déagol como regalo de cumpleaños. Déagol rechazó dárselo, así que Sméagol lo estranguló y se lo quitó. Sméagol ocultó el cuerpo de Déagol y ya nunca fue encontrado. 
Así, Déagol se convirtió en el tercer portador del Anillo, después de Sauron y de Isildur, y Sméagol en el cuarto.

## En las películas deEl Señor de los Anillos
Déagol aparece en el prólogo a la adaptación animada de El Señor de los Anillos que hizo Ralph Bakshi en 1978. 
En las adaptaciones de Peter Jackson, Déagol es interpretado por Thomas Robins. Sus escenas con Andy Serkis (Sméagol/Gollum) fueron planeadas originalmente para estar en Las dos torres, pero finalmente fueron añadidas a El retorno del Rey.
| Predecesor: Isildur El anillo permaneció oculto 2461 años. | Señor del Anillo 2463 T. E. | Sucesor: Sméagol |